# Marrit Leenstra
Marrit Leenstra (Wijckel, 10 de mayo de 1989) es una deportista neerlandesa que compitió en patinaje de velocidad sobre hielo.
Participó en dos Juegos Olímpicos de Invierno, obteniendo en total tres medallas: oro en Sochi 2014, en la prueba de persecución por equipos (junto con Jorien ter Mors, Ireen Wüst y Lotte van Beek), y plata y bronce en Pyeongchang 2018, en persecución por equipos (con Ireen Wüst, Antoinette de Jong y Lotte van Beek) y 1500 m.
Ganó cinco medallas en el Campeonato Mundial de Patinaje de Velocidad sobre Hielo en Distancia Individual entre los años 2011 y 2017. Además, obtuvo una medalla de bronce en el Campeonato Europeo de Patinaje de Velocidad sobre Hielo de 2011 y tres medallas en el Campeonato Europeo de Patinaje de Velocidad sobre Hielo en Distancia Individual de 2018.

## Palmarés internacional
| Juegos Olímpicos                           | Juegos Olímpicos            | Juegos Olímpicos  | Juegos Olímpicos        |
| Año                                        | Lugar                       | Medalla           | Prueba                  |
| ------------------------------------------ | --------------------------- | ----------------- | ----------------------- |
| 2014                                       | Sochi (Rusia)               | Medalla de oro    | Persecución por equipos |
| 2018                                       | Pyeongchang (Corea del Sur) | Medalla de plata  | Persecución por equipos |
| 2018                                       | Pyeongchang (Corea del Sur) | Medalla de bronce | 1500 m                  |
| Campeonato Mundial en Distancia Individual |                             |                   |                         |
| Año                                        | Lugar                       | Medalla           | Prueba                  |
| 2011                                       | Inzell (Alemania)           | Medalla de plata  | Persecución por equipos |
| 2013                                       | Sochi (Rusia)               | Medalla de oro    | Persecución por equipos |
| 2015                                       | Heerenveen (Países Bajos)   | Medalla de plata  | Persecución por equipos |
| 2016                                       | Kolomna (Rusia)             | Medalla de oro    | Persecución por equipos |
| 2017                                       | Gangneung (Corea del Sur)   | Medalla de oro    | Persecución por equipos |
| Campeonato Europeo                         |                             |                   |                         |
| Año                                        | Lugar                       | Medalla           | Prueba                  |
| 2011                                       | Collalbo (Italia)           | Medalla de bronce | Clasificación general   |
| Campeonato Europeo en Distancia Individual |                             |                   |                         |
| Año                                        | Lugar                       | Medalla           | Prueba                  |
| 2018                                       | Kolomna (Rusia)             | Medalla de oro    | Persecución por equipos |
| 2018                                       | Kolomna (Rusia)             | Medalla de bronce | 1000 m                  |
| 2018                                       | Kolomna (Rusia)             | Medalla de bronce | 1500 m                  |